# Sornßiger Berg
Sornßiger Berg (hornolužickosrbsky Žornšanska hora či Žornosyčanska hora, česky doslovně Sornßigský vrch) je 504 m vysoký vrch na území hornolužické obce Hochkirch (místní část Sornßig) v zemském okrese Budyšín v Sasku.

## Charakteristika
Vrch leží v německé části Šluknovské pahorkatiny (Lausitzer Bergland) a její mesogeochoře Severní hornolužická vrchovina (Nördliches Oberlausitzer Bergland). Na jihu na Sornßiger Berg navazuje Hochstein (541 m). Geologické podloží tvoří převážně drobnozrnný hybridní dvojslídý granodiorit, přičemž na jižním svahu okrajově zasahuje také střednězrnný lužický granodiorit. Převládajícím půdními typem je podzolová kambizem, kterou okrajově doplňuje pseudoglej. Celý vrch náleží k povodí Sprévy a Labe a k úmoří Severního moře. Vrch je zalesněný převážně jehličnatým lesem. Vrch leží v chráněné krajinné oblasti Oberlausitzer Bergland. Jižně od vrcholu prochází zeleně značená turistická trasa, která spojuje Sornßiger Berg se sousedními vrcholy.